# آزمایش اطلس
اطلس (به انگلیسی: ATLAS که مخفف (A Toroidal LHC ApparatuS است) یکی از شش آشکارساز (ALICE، ATLAS، CMS، TOTEM، LHCb، و LHCf) نصب شده در برخورددهنده بزرگ هادرونی است، که در مرکز سرن واقع در مرز بین سوئیس و فرانسه قرار دارد. ATLAS ابعاد ۴۶ متر طول و ۲۵ متر قطر دارد، و وزن آن در حدود ۷٬۰۰۰ تن است. در این پروژه ۲٬۰۰۰ دانشمند و مهندس از ۱۶۵ مؤسسه و ۳۵ کشور همکاری داشتند. این آشکارساز در ژوئن ۲۰۰۷ به پایان رسید، اما از ۱۰ سپتامبر ۲۰۰۸ برای آزمایش‌ها استفاده شد. این آزمایش برای ذرات بنیادی سنگین طراحی شده‌است و بر اساس نظریات جدید مدل استاندارد برای ذرات سبک کار نمی‌کند.
ATLAS collaboration، گروهی از فیزیک‌دانان هستند که این آشکارساز را ساخته‌اند، و در سال ۱۹۹۲ هنگام پیشنهاد آشکارساز عقاب (EAGLE که مخففExperiment for Accurate Gamma، Lepton and Energy Measurements) و ASCOT (Apparatus with Super COnducting Toroids)تشکیل شد آنها همچنین پیشنهاد ایجاد این آشکارساز را دادند. این آشکارساز در سال ۱۹۹۴ پیشنهاد داده‌شد، و ایجاد آن از سال ۱۹۹۵ آغاز گشت.
آشکارساز اطلس جهت هدف‌های عمومی ساخته شده‌است. وقتی که باریکه پروتون‌ها در LHC از مرکز آشکارساز می‌گذرند، ذراتی با انرژی‌های متفاوت تولید می‌شوند.